# Palisota thyrsostachya
Palisota thyrsostachya är en himmelsblomsväxtart som beskrevs av Gottfried Wilhelm Johannes Mildbraed. Palisota thyrsostachya ingår i släktet Palisota och familjen himmelsblomsväxter.
Artens utbredningsområde är Kongo-Kinshasa. Inga underarter finns listade.